# ボッビオ・ペッリーチェ
ボッビオ・ペッリーチェ（伊: Bobbio Pellice）は、イタリア共和国ピエモンテ州トリノ県にある、人口約500人の基礎自治体（コムーネ）。

## 地理

### 位置・広がり

#### 隣接コムーネ
隣接するコムーネは以下の通り。括弧内のCNはクーネオ県、FR-05はフランスのオート＝アルプ県所属を示す。
- Abriès (FR-05)
- クリッソーロ (CN)
- プラーリ
- Ristolas (FR-05)
- ヴィッラール・ペッリチェ

## 行政

### 分離集落
ボッビオ・ペッリーチェには、以下の分離集落（フラツィオーネ）がある。
- Chiot, Laus, Payant, Villanova